# Callia ambigua
Callia ambigua är en skalbaggsart som beskrevs av Bates 1885. Callia ambigua ingår i släktet Callia och familjen långhorningar. Inga underarter finns listade.